# 두카티 1098
두카티 1098(이탈리아어: Ducati 1098)은 이탈리아의 두카티에서 2007년부터 2009년까지 생산되었던 1098, 1098S 및 1098R의 세 가지 모델로 만든 스포츠 모터사이클이며,1098은 2009년에 단종되어 1198로 대체되었으며, 1098R은 현재까지 생산 중이다.
1098은 수평으로 배치된 헤드라이트 및 통합되지 않은 배기 시스템과 같이 두카티 999보다 이전 모델인 두가티 998과 더 많은 디자인 요소를 공유한다. 916/998 유산의 또 다른 이월은 단면 스윙암이다. 1098은 두카티 디자이너인 Giandrea Fabbro가 디자인하였다.

## 후속 모델
1098 및 1098S는 2009년에 두카리 라인업에서 두카티 1198로 대체되었다. 1198은 더 많은 출력과 토크, 재설계된 휠, 페어링, 속도계, 헤드라이트, 트랙션 컨트롤 추가 및 기타 몇 가지 사소한 변경 사항이 있으며1098R은 생산이 중단되었다.

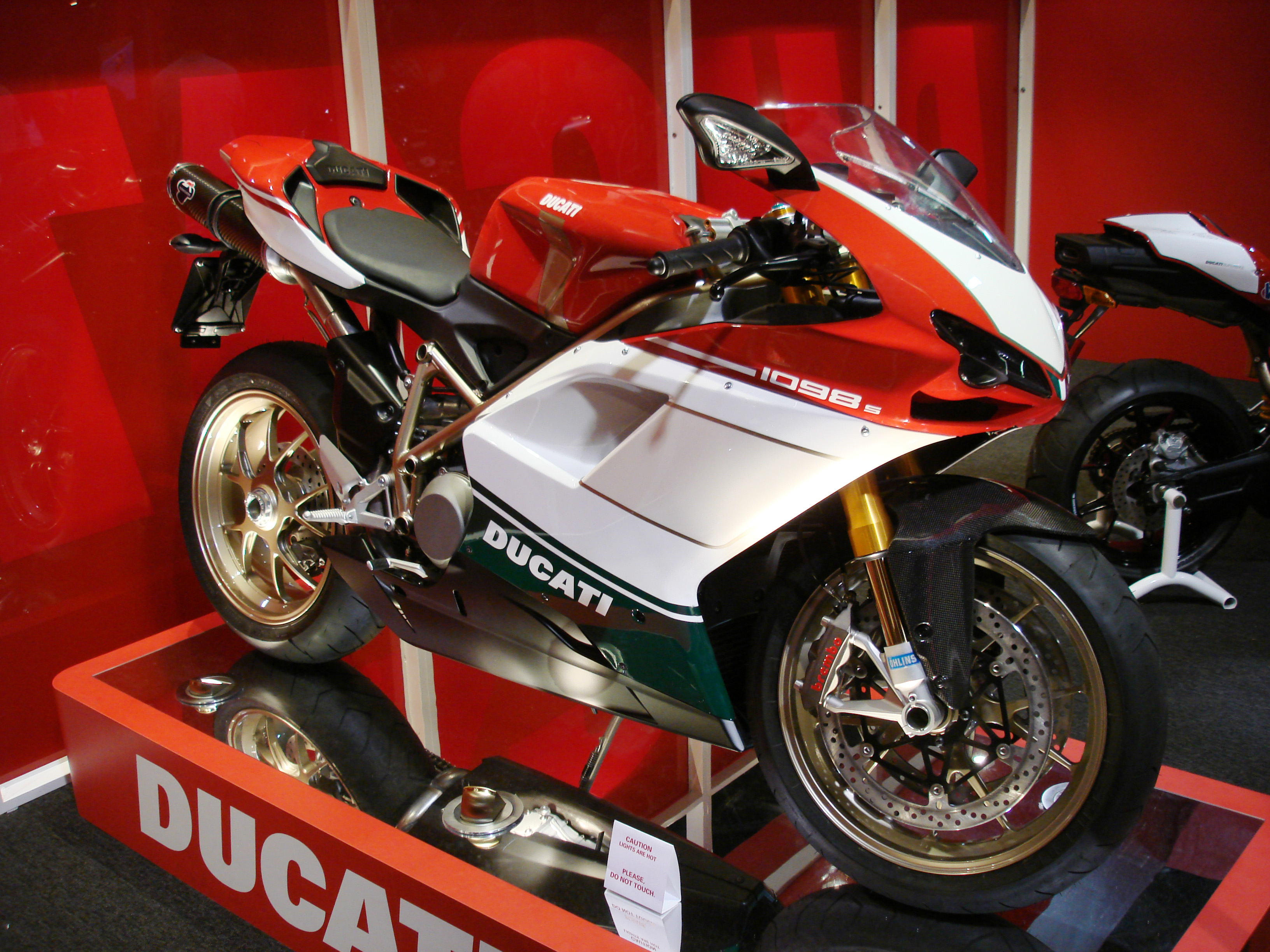
국제 모터사이클 쇼에서 공개된 두카티 1098 S 트리콜로레
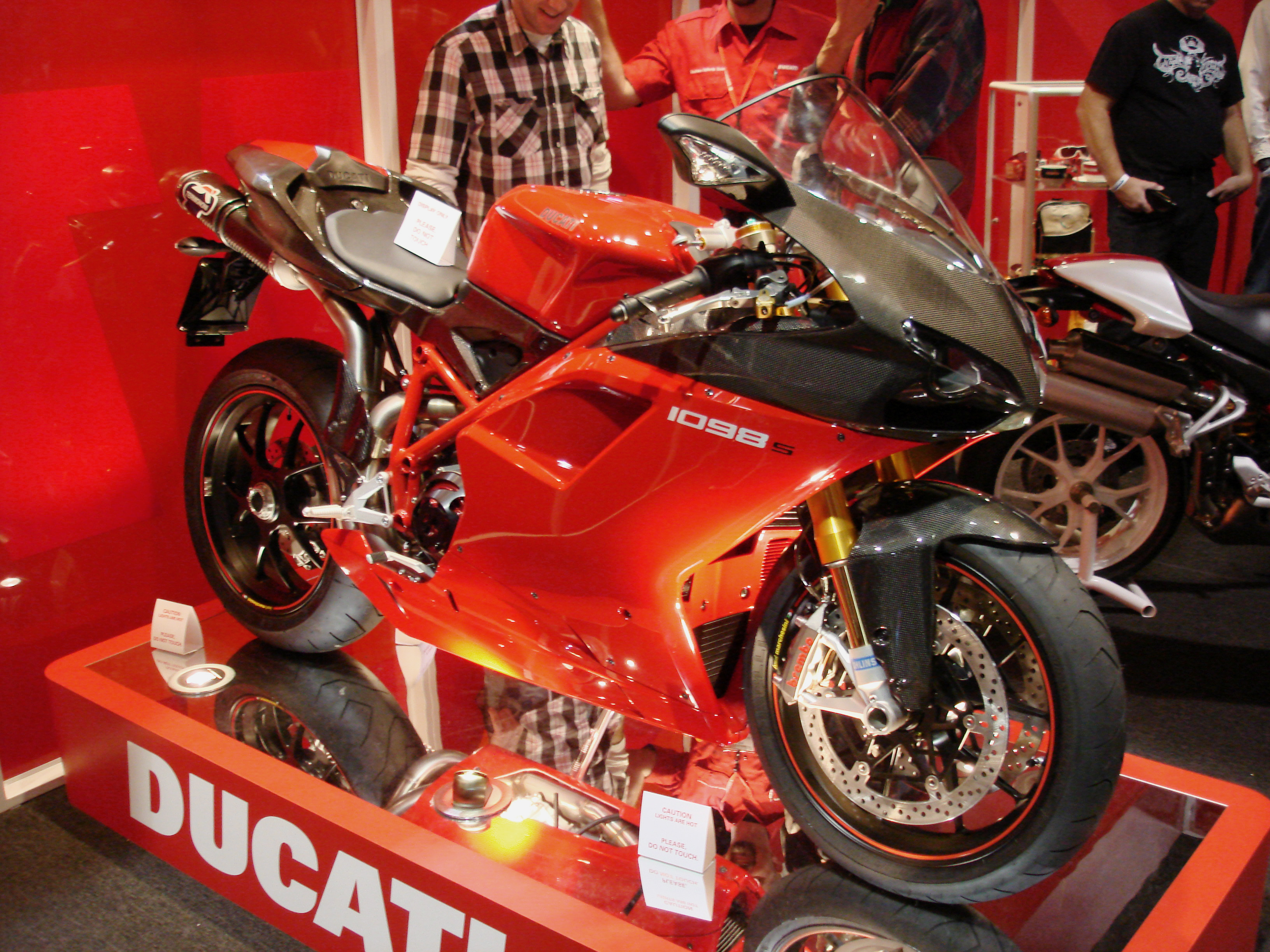
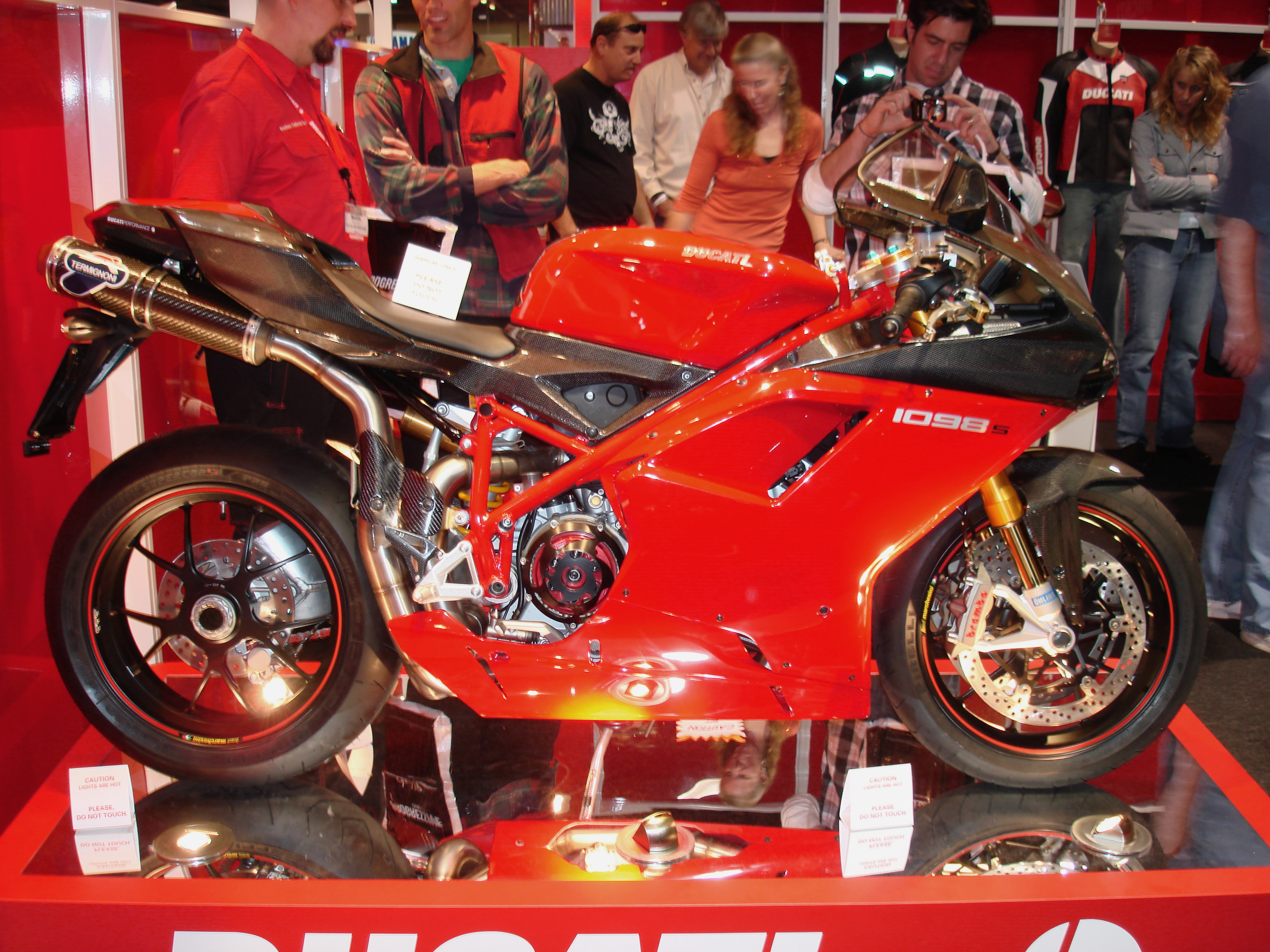

## 비디오 게임에서의 등장
- 3D운전교실
- 라이드 2
- 라이드 3